# 94 a.C.

## Eventos
- Caio Célio Caldo e Lúcio Domício Enobarbo, cônsules romanos.